# Footix
Footix fue la mascota de la Copa Mundial de Fútbol organizada por Francia en 1998. Representa a un Gallo galo, uno de los símbolos nacionales del país europeo, con las palabras France 98 (Francia 98) en su pecho.

## Historia
El diseño de este personaje surgió tras un concurso entre las más prestigiosas agencias de diseño de Francia, ganando el diseño de Fabrice Pialot. Posteriormente se realizó una encuesta a 18.500 franceses para ver cuál sería el nombre de la mascota. Las opciones eran Footix, Zimbo, Houpi, Gallik y Raffy, ganando con un 47% de los votos la primera opción. Estos nombres habían sido seleccionados según una serie de criterios previos, aunque, sobre todo, debía tener una fácil pronunciación y no tener una connotación negativa en ninguno de los idiomas del mundo. "Footix" fue una combinación de dos conceptos: 'Foot' por football (fútbol) y el sufijo 'ix', por Astérix el galo, otro de los emblemas del país.
Según sus creadores Footix nació el 14 de julio de 1989, posee una "personalidad fuerte y distintiva, alegre, atrevida y deportiva", además de La primera aparición pública de este gallo  se produjo el 28 de mayo de 1996, en la cadena de televisión TF1. Desde el momento en que se dio a conocer la mascota todos los franceses se sintieron identificados con él. Una encuesta realizada con niños de entre 12 y 15 años reveló que éstos veían en la mascota del Mundial una "imagen radiante, de alegría y satisfacción, con un carácter apacible y cariñoso, que inspira confianza".
Fue todo un éxito comercial, apareció en peluches, llaveros, productos, ropa, videojuegos y Sega vendió un Virtual Footix.
En 2019 la mascota elegida para la Copa Mundial Femenina de Fútbol de 2019 de Francia: Ettie, es una polluela que es hija de Footix.

## Características
- Gallo en representación de Galo o Galia (Francia).
- Alegre, radiante y habilidoso con el balón.[6]